# تایسیا ویلکووا
تایسیا الکساندروونا ویلکووا (انگلیسی: Taisiya Aleksandrovna Vilkova؛ زادهٔ ۲۵ اکتبر ۱۹۹۶) بازیگر اهل روسیه است. از فیلم‌هایی که وی در آن نقش داشته است می‌توان به سه‌گانه گوگول آغاز، گوگول وی و گوگول یک انتقام ترسناک اشاره کرد.

## زندگی‌نامه
تایسیا در ۲۵ اکتبر ۱۹۹۶ در مسکو، روسیه متولد شد. پدرش الکساندر ویلکوو بازیگر و مادرش داریا گونچارووا یک تهیه‌کننده است. او تنها هشت سال سن داشت که پدر و مادرش از هم جدا شدند. بازیگر میخائیل پولوسوکین ناپدری وی است. او دو برادر ناتنی دارد. در سال ۲۰۱۱، او به عنوان مجری شبکه دیزنی شروع به کار کرد. در سال ۲۰۱۳، تایسیا وارد مدرسه تئاتر هنر مسکو شد.
در مارس ۲۰۲۰، او با سیمیون سرزین ازدواج کرد، که یک بازیگر و کارگردان است. در ژوئیه همان سال، این زوج صاحب یک دختر به نام سرافیم شدند.